# Paola Mariani
Paola Mariani (Macerata, 10 maggio 1959) è una politica italiana.
Esponente del Partito Comunista Italiano e poi del Partito Democratico della Sinistra, ricoprì la carica di sindaco di Monte San Giusto dal 1992 al 1995.
In occasione delle elezioni politiche del 1994 approdò alla Camera, venendo eletta con i Progressisti nel collegio di Civitanova Marche; fu riconfermata, con il sostegno dell'Ulivo, alle politiche del 1996 e a quelle del 2001. Aderì successivamente ai Democratici di Sinistra.
Terminato nel 2006 il mandato di parlamentare, dal 2011 al 2016 ha ricoperto l'incarico di vicepresidente della provincia di Macerata nella giunta guidata da Antonio Pettinari.